# Arni, Aargau
Arni (schweizertyska: Aarni) är en ort och kommun i distriktet Bremgarten i kantonen Aargau, Schweiz. Kommunen har 1 898 invånare (2023).